# Hohenlinden (Mississippi)
Hohenlinden ist eine Siedlung auf gemeindefreiem Gebiet (unincorporated community) im Webster County des US-Bundesstaats Mississippi in den Vereinigten Staaten von Amerika.

## Geographie

### Geographische Lage
Hohenlinden liegt in der nördlichen Hälfte des Bundesstaats Mississippi in den North Central Hills, einer sanft hügeligen und überwiegend locker bewaldeten Region. Nahe dem Ort entspringen mehrere Bäche, die Richtung Nordwesten in den Yalobusha River abfließen. Nördlich und östlich von Hohenlinden große landwirtschaftlich genutzte Flächen, während die südliche und westliche Umgebung bewaldet ist.

### Nachbarorte
Die nächstgelegenen Orte sind Woodland und Mantee, die 12 bzw. 15 km östlich von Hohenlinden liegen. Der County Seat des Webster County, Walthall, liegt etwa 22 km südwestlich von Hohenlinden. Die nächsten größeren Orte sind das etwa 27 km entfernte Houston (Mississippi) im Nordosten, Starkville 60 km im Südosten und Grenada 72 km im Westen. Jackson liegt etwa 215 km südwestlich von Hohenlinden, Memphis rund 220 km nördlich.

## Geschichte
Bis in das 19. Jahrhundert war der gesamte mittlere Teil des heutigen Bundesstaats Mississippi Stammesgebiet der Choctaw. 1830 traten die Choctaw mit dem Vertrag von Dancing Rabbit Creek ihre verbliebenen Siedlungsgebiete in Mississippi im Tausch gegen Flächen in Oklahoma an die Vereinigten Staaten ab. Das spätere Ortsgebiet von Hohenlinden lag ab 1833 im neu gegründeten Chickasaw County.
1855 meldet der durch Auswertung amtlicher Quellen erstellte Statistical Gazetteer of the United States of America erstmals eine Siedlung namens Hohenlinden. Der Name des Orts wurde nach dem bayerischen Dorf Hohenlinden und der Schlacht bei Hohenlinden gewählt.
1874 wurde aus Teilen des Choctaw Countys, des Chickasaw Countys und anderer Counties das Webster County gegründet, wodurch Hohenlinden seither im Webster County liegt. Die Grenze zum Chickasaw County verläuft direkt nördlich der Siedlung.

## Infrastruktur

### Verkehr
Mississippi State Highway 341 beginnt nördlich von Hohenlinden an der Grenze zwischen Webster County und Chickasaw County und führt nordwärts nach Pontotoc. Das Ortsgebiet von Hohenlinden wird durch County Roads erschlossen.
ÖPNV existiert nicht in Hohenlinden.

### Bildung
Hohenlinden liegt im Schulsprengel des Webster County School District. Die für den Ort zuständigen Schulen befinden sich in Cumberland und Mathiston.